# استیون اچ شولز
استیون اچ شولز (انگلیسی: Stephen H. Sholes؛ ۱۲ فوریهٔ ۱۹۱۱ – ۲۲ آوریل ۱۹۶۸) یک موسیقی‌دان بود. 